# 史氏弱蜥魚
史氏弱蜥魚為輻鰭魚綱仙女魚目青眼魚亞目崖蜥魚科的一種，分布於全球三大洋熱帶至亞熱帶海域，屬深海底棲性魚類，深度可達50-815公尺，體長可達25公分，棲息在底層水域，生活習性不明。

## 擴展閱讀
維基物種上的相關：史氏弱蜥魚